# Pik Botha
Roelof Frederik "Pik" Botha (Rustemburgo, 27 de abril de 1932 - 12 de outubro de 2018) foi um político sul-africano que foi ministro dos negócios estrangeiros nos últimos anos da era do apartheid.
Não tem nenhum grau de parentesco com o seu contemporâneo P. W. Botha. Era considerado como liberal progressista, pelo menos entre a comunidade africâner e em comparação com outros políticos do Partido Nacional.
Em dezembro de 1988 viajou até os Estados Unidos, onde assinou o acordo de paz de Nova Iorque com representantes de Angola e Cuba, países com os quais a África do Sul mantinha um conflito bélico no território de Angola e no Sudoeste Africano — depois Namíbia. Durante o ato Botha declarou: "Uma nova era começou na África do Sul. O meu governo está a eliminar a discriminação racial. Queremos ser aceites pelos nossos irmãos africanos."